# Lapinjärvi
Lapinjärvi (Zweeds: Lappträsk) is een gemeente in de Finse provincie Zuid-Finland en in de Finse regio Oost-Uusimaa. De gemeente heeft een landoppervlakte van 329,89 km² en telt 2.518 inwoners (2022).
Lapinjärvi is een tweetalige gemeente met Fins als meerderheidstaal (± 65%) en Zweeds als minderheidstaal.